# محمد عز الدين
الشيخ محمد بن علي بن يوسف بن محمد بن إسماعيل بن إبراهيم آل عز الدين العاملي (1229 هـ - 1301 هـ). هو رجل دين وفقيه ومرجع ومحدّث ومتكلّم وشاعر شيعي لبناني من جبل عامل.

## ولادته ونشأته العلمية
كانت ولادته في بلدة كفرة في جبل عامل بجنوب لبنان، وذلك في حدود سنة 1229 هـ، وقد بدأ دراسته الدينية (الحوزوية) في بلدة حداثا حيث قرأ على علي بن حسين مروة، ثم انتقل إلى بلدة النميرية لإكمال دراسته فقرأ على علي آل إبراهيم الحسيني، ومنها انتقل إلى بلدة جباع حيث التحق بالمدرسة التي أسسها عبد الله نعمة وقرأ عليه فيها.
هاجر بعدها إلى النجف ليلتحق بحوزتها العلميَّة، حيث درس على ثلّة من علماء الشيعة هناك، وأبرزهم محسن خنفر وخليل الرازي النجفي، الذي أجازه.

## عودته إلى جبل عامل
عاد إلى جبل عامل بعد حوالي ست سنوات من بقاءه في النجف، وأعطاه عبد الله نعمة حينئذٍ إجازة اجتهاد بعد عودته من النجف، وتصدَّى للمرجعيَّة فقلده كثيرون من أهل جبل عامل.
وقد سكن بعد عودته إلى جبل عامل في بلدة كفرا حيث بدأ نشاطه التعليمي فيها، فدرس عنده عدد من طلاب الحوزة من عوائل آل الأمين وآل مغنية وآل مروّة.
ثم انتقل إلى بلدة حناويه التي هي من ضواحي مدينة صور، وأسس فيها مدرسة كثرت عنده طلاب العلم وبقي فيها حتى توفي.
كان الزعيم السياسي في جبل عامل علي بك الأسعد الوائلي كثير الإخلاص والترويج للشيخ.
كان يشتغل ببعض الزراعة والتجارة كالتين، وقد رآه الكثيرون متأبّطا كتابه أثناء عمله، فيذهب إلى البيدر وجزء من كتاب الجواهر أو غيره معه يطالع فيه وينظر فيما يحتاجه البيدر، أو يذهب إلى الحقل يلاحظ الحرّاثين والكتاب معه فان عرض له سفر إلى إحدى القرى أو المدن وضع في الخرج طائفة من الكتب والدواة والدفتر الأبيض.

## من تلامذته
- الشيخ أحمد بن عبد المطلب بن محمد بن حسن مروّة، وتوفي في عيتيت عام 1314 هـ. وكان المذكور قد قرأ على الشيخ محمد علي آل عز الدين في حنويه علوم اللغة والمنطق والبيان، ثم انتقل إلى بنت جبيل وقرأ في مدرسة الشيخ موسى شرارة ودرس عليه في الفقه والأصول، ثم انتقل إلى أنصار ودرس على السيد حسن آل إبراهيم الحسيني العاملي.[3]

## أسرته
برز من عقبه:
1. ابنه: الشيخ حسن عز الدين درس على والده وقاممقامه بعد وفاته في مدرسته.
2. حفيده: الشيخ إبراهيم بن حسن عز الدين، توفي في العام 1333 هجرية، في حنوية ودفن فيها، درس في النجف وعاد إلى جبل عامل ودرّس في مدرسة جده من بعد والده.[4]

## مؤلفاته
1. روح الايمان وريحان الجنان: في علم الكلام
2. تحفة القاري في صحيح البخاري: في الحديث.
3. سوق المعادن والحلل. (وهو بمثابة الكشكول)
4. منظومة في المواريث
5. رسالة في العبادات (للمقلدين)
6. رفع الوسواس عن أفئدة الناس
7. تحفة الأحباب في المفاخرة بين الشيب والشباب
8. رسالة كشف النصيف ورفع الاراجيف عن احكام الخالص وشبهات الزيف
9. محاورة الشيخ علي بن الشيخ حسين محفوظ مع عياله.
10. ديوان شعري جمع فيه أشعاره.
11. منظومة في التاريخ.

## شعره
من شعره في الغزل:
ظلت في ليل بدى يحكي الغسق * * * من طرة في جبهته يحكى الفلق
فخلت نارا فسعيت اصطلي * * * فكأني موسى قد رأى النار صعق
قد شمته سكرت إلا أنني * * * نظرت في تفاح خد كالشفق
فقمت أجني فرأيت أسودا * * * كأنه موكل فيمن سرق
فقلت يافندى كذا شأن الهوى * * * قالت كذا وبقي منه أدق
ومن شعره أيضا:
من زرع الورد على وجنتك * * * من أطلع السوسن في طلعتك
من غرس الاس على عارض * * * عارضه النرجس من مقلتك
من صاغ هذا الجيد من فضة * * * من أفرغ الدر على لبتك
من شق هذا الصدر من عسجد * * * رماه بالرمان من جنتك
سبحانه من خالق بارئ * * * أعطاك ما لم يلف في حسبتك
أعطاك ما أعطاك كي يبتلي * * * مثلي في منحك أو محنتك

## وفاته
توفى في 23 رمضان سنة 1301 عن عمر ناهز السبعين عاما في قرية حناويه ودفن فيها.
وقد حضر جنازته خلق كثير من جبل عامل.
وقد رثاه علماء عامل وفضلاؤها، وممن رثاه الشيخ موسى شرارة بقصيدة وعمل له حفلة تأبين ومجلس فاتحة تليت فيه مراثيه وكان أول مجلس فاتحة أقيم في جبل عامل من نوعه تليت فيه المراثي ورتب على نحو مجالس العراق.

## وصلات خارجية
- ترجمة الشيخ محمد علي عزالدين في معجم البابطين
- سوق المعادن والحلل وكل ما يسر الأفئدة والمقل- العلامة الشيخ محمد علي عز الدين